# 青苧座
青苧座（あおそざ）は、日本の中世後期に繊維素材である青苧を扱う商人たちで結成された座のこと。主要なものとして越後府中（生産地）・近江坂本（中継地）・京都・天王寺（ともに消費地）が知られている。

## 概要
成立時期は明らかではないが、南北朝時代末期の永徳3年（1383年）頃に本所が正親町三条家から同族の三条西家に譲渡されており、それ以前より正親町三条家との関連が強い官司と青苧商人のつながりより生じたと考えられている。
本所である三条西家は京都周辺の諸口や丹波・美濃・近江坂本などに関所を設置したり、代官を派遣して同地を通過する青苧に対して公事を徴収した（苧公事）。一方、青苧座は苧公事納入と引換に青苧の独占販売の権限を得ていた。特に天王寺苧座の発言力は大きく、原料が集まる越後府中に赴いて越後苧座から独占的に買上げ、更に坂本苧座・京中苧座に対してこれを独占的に販売し、越後－畿内間の青苧流通を完全に支配し、その維持のために本所である三条西家に対して通過時の苧公事の納入を免除して貰う替わりに年間150貫に及ぶ苧課役を三条西家に納入していた。天文年間には甲斐・信濃など新興の青苧産地からの青苧にも苧公事を賦課している。
ところが、明応6年（1497年）頃に守護代長尾氏が越後の国政を掌握すると、天王寺苧座の購入独占権が否定されるようになる。さらに永正の乱によって長尾氏が守護上杉氏を完全に傀儡化すると、青苧座に対しても支配を及ぼすようになった。大永年間には長尾氏は越後苧座の頭人であった蔵田氏に青苧の公事徴収・流通統制権を認め、三条西家に対してもこれまで天王寺苧座などが納めていた苧課役を50貫に減額させた上で越後苧座による京都への青苧搬入を認めさせた。この傾向は長尾景虎（上杉謙信）が上杉氏宗家を継承した後も強化され、この時代には各地から青苧購入のために訪れる諸国の船に対しても課税を行って、越後－畿内間の青苧流通の支配権を獲得していった。この際に活躍したのが前述の蔵田氏であり、越後の苧商人を統括するとともに長尾氏（上杉氏）の御用商人として景虎（謙信）の軍事活動を経済的な面から支えていた。
青苧座は織豊政権による座の撤廃と上杉氏の移封によって力を失うことになる。そして皮肉なことに、越後の青苧が江戸時代の元禄年間に没落した最大の理由は、上杉氏の移封とともに青苧栽培技術が伝来された会津・米沢両藩産の青苧との競争に敗北した影響が大きかったという。